# Central (línea Púrpura)
Central es una estación en la línea Púrpura del Metro de Chicago. La estación se encuentra localizada en 1024 Central Street en Evanston, Illinois. La estación Central fue inaugurada el 16 de mayo de 1908.  La Autoridad de Tránsito de Chicago es la encargada por el mantenimiento y administración de la estación. 

## Descripción
La estación Central cuenta con 1 plataforma central y 2 vías. 

## Conexiones
La estación es abastecida por las siguientes conexiones: 
- Rutas del CTA Buses: #201 Central/Ridge #N201 Central/Sherman